# 恋にせっせ通りゃんせ
「恋にせっせ通りゃんせ」（こいにせっせとおりゃんせ）は、2010年11月10日にLantisから発売されたシングル。

## 概要
表題曲「恋にせっせ通りゃんせ」は、テレビアニメ『百花繚乱 サムライガールズ』のエンディングテーマとして使用されており、劇中で柳生十兵衛、真田幸村、徳川千を演じる悠木碧、釘宮理恵、寿美菜子がサムライガールズとして歌っている。カップリングには柳生十兵衛と徳川千によるデュエット曲「ハナサク☆サムライラブ」が収録されているディスクジャケットには、メインヒロイン3人のイラストがプリントされている。

## 収録曲
1. 恋にせっせ通りゃんせ [3:50]
歌： 柳生十兵衛（悠木碧）、真田幸村（釘宮理恵）、徳川千（寿美菜子）
作詞：畑亜貴、作曲：福本公四郎・村井大、編曲：高田暁
  - テレビアニメ『百花繚乱 サムライガールズ』エンディングテーマ
2. ハナサク☆サムライラブ [3:35]
歌： 柳生十兵衛（悠木碧）、徳川千（寿美菜子）
作詞・作曲：瀬名、編曲：関野元規
3. 恋にせっせ通りゃんせ（Off vocal）
4. ハナサク☆サムライラブ（Off vocal）